# Diakonoffiana cyanitis
Diakonoffiana cyanitis är en fjärilsart som beskrevs av Diakonoff 1973. Diakonoffiana cyanitis ingår i släktet Diakonoffiana och familjen vecklare. Inga underarter finns listade i Catalogue of Life.